# Авен-сюр-Ельп (округ)
Округ Авен-сюр-Ельп (фр. Arrondissement d'Avesnes-sur-Helpe) — округ у Франції, в департаменті Нор. 2023 року округ об'єднував 151 муніципалітет, населення становило 226 970 осіб.
Адміністративний центр (супрефектура) — Авен-сюр-Ельп.

## Муніципалітети
Список муніципалітетів округу та їхні коди INSEE:
1. Авен-сюр-Ельп (59036)
2. Авенель (59035)
3. Амфруапре (59006)
4. Англефонтен (59194)
5. Анор (59012)
6. Арні (59283)
7. Ассеван (59021)
8. Ба-Льє (59050)
9. Баве (59053)
10. Башан (59041)
11. Бев (59045)
12. Белліні (59065)
13. Бені (59078)
14. Берель (59066)
15. Берлемон (59068)
16. Бермері (59070)
17. Берсії (59072)
18. Беттіні (59076)
19. Беттреші (59077)
20. Бодіні (59057)
21. Борепер-сюр-Самбр (59061)
22. Бор'є (59062)
23. Бофор (59058)
24. Брі (59116)
25. Бузі (59099)
26. Бузіні-сюр-Рок (59101)
27. Булонь-сюр-Ельп (59093)
28. Буссуа (59104)
29. Бусьєр-сюр-Самбр (59103)
30. Валле-ан-Фань (59633)
31. Вандежі-о-Буа (59607)
32. Варні-ле-Гран (59639)
33. Варні-ле-Петі (59640)
34. Ваттіні-ла-Віктуар (59649)
35. В'є-Меній (59617)
36. В'є-Ран (59618)
37. Вілле-Поль (59626)
38. Вілле-Сір-Ніколь (59627)
39. Віллі (59661)
40. Вільро (59619)
41. Віньєї (59659)
42. Гіссіні (59259)
43. Глажон (59261)
44. Гоммені (59265)
45. Гоні-Шоссе (59264)
46. Гран-Фе (59270)
47. Гюссіні (59277)
48. Дамузі (59169)
49. Дімешо (59174)
50. Дімон (59175)
51. Домп'єрр-сюр-Ельп (59177)
52. Дурле (59181)
53. Еб (59003)
54. Ек (59296)
55. Еккль (59186)
56. Еклеб (59187)
57. Екюелен (59188)
58. Елем (59190)
59. Епп-Соваж (59198)
60. Естрю (59306)
61. Ет (59217)
62. Етреенг (59218)
63. Жанлен (59323)
64. Жемон (59324)
65. Жолімец (59325)
66. Картіні (59134)
67. К'євелон (59483)
68. Клерфе (59148)
69. Коллере (59151)
70. Круа-Калюїо (59164)
71. Кузольр (59157)
72. Ла-Лонгвіль (59357)
73. Ла-Фламангрі (59232)
74. Ландресі (59331)
75. Ларуї (59333)
76. Ле-Кенуа (59481)
77. Ле-Фавриль (59223)
78. Ле-Фонтен (59342)
79. Леваль (59344)
80. Лімон-Фонтен (59351)
81. Локіньоль (59353)
82. Лувіні-Кенуа (59363)
83. Лувруаль (59365)
84. Льєссі (59347)
85. Марбе (59374)
86. Мареш (59381)
87. Марпан (59385)
88. Маруаль (59384)
89. Мекіні (59396)
90. Мер'є (59370)
91. Мобеж (59392)
92. Монсо-Сен-Вааст (59406)
93. Мутьє-ан-Фань (59420)
94. Невіль-ан-Авенуа (59425)
95. Неф-Меній (59424)
96. Нуаєль-сюр-Самбр (59439)
97. О-Льє (59290)
98. Обі (59441)
99. Обреші (59442)
100. Одіні (59031)
101. Оен (59445)
102. Он-Ержі (59310)
103. Онуа-Емері (59033)
104. Орсенваль (59451)
105. Отмон (59291)
106. Петі-Фе (59461)
107. Пон-сюр-Самбр (59467)
108. Потель (59468)
109. Пре-о-Буа (59472)
110. Пре-о-Сар (59473)
111. Приш (59474)
112. Пуа-дю-Нор (59464)
113. Рамузі (59493)
114. Рекіні (59495)
115. Ренсар (59490)
116. Роберсар (59503)
117. Рокур-о-Буа (59494)
118. Рузі (59514)
119. Рюен (59518)
120. Салеш (59549)
121. Сар-Потері (59555)
122. Сассені (59556)
123. Семері (59562)
124. Семері (59565)
125. Семузі (59563)
126. Сен-Вааст (59548)
127. Сен-дю-Нор (59525)
128. Сен-Ілер-сюр-Ельп (59534)
129. Сен-Ремі-Шоссе (59542)
130. Сен-Ремі-дю-Нор (59543)
131. Сент-Обен (59529)
132. Серфонтен (59142)
133. Сольр-ле-Шато (59572)
134. Сольринн (59573)
135. Теньєр-ан-Тьєраш (59583)
136. Теньєр-сюр-Он (59584)
137. Трелон (59601)
138. Уден-ле-Баве (59315)
139. Феллері (59226)
140. Фені (59225)
141. Ферон (59229)
142. Ферр'єр-ла-Гранд (59230)
143. Ферр'єр-ла-Петіт (59231)
144. Фломон-Водреші (59233)
145. Флуайон (59241)
146. Флурсі (59240)
147. Фонтен-о-Буа (59242)
148. Форе-ан-Камбрезі (59246)
149. Франуа (59251)
150. Фурмі (59249)
151. Шуазі (59147)